# Интернадо Бахичи (Урике)
Интернадо Бахичи (шп. Internado Bajichi) насеље је у Мексику у савезној држави Чивава у општини Урике. Насеље се налази на надморској висини од 2220 м.

## Становништво
Према подацима из 2005. године у насељу је живело 11 становника.

### Хронологија
| Година       | 2000 | 2005 |
| ------------ | ---- | ---- |
| Становништво | 1    | 11   |

### Попис
| # | Индикатор                        | Вредност |
| - | -------------------------------- | -------- |
| 1 | Укупно појединачних домаћинстава | 2        |